# Pistola de rayos

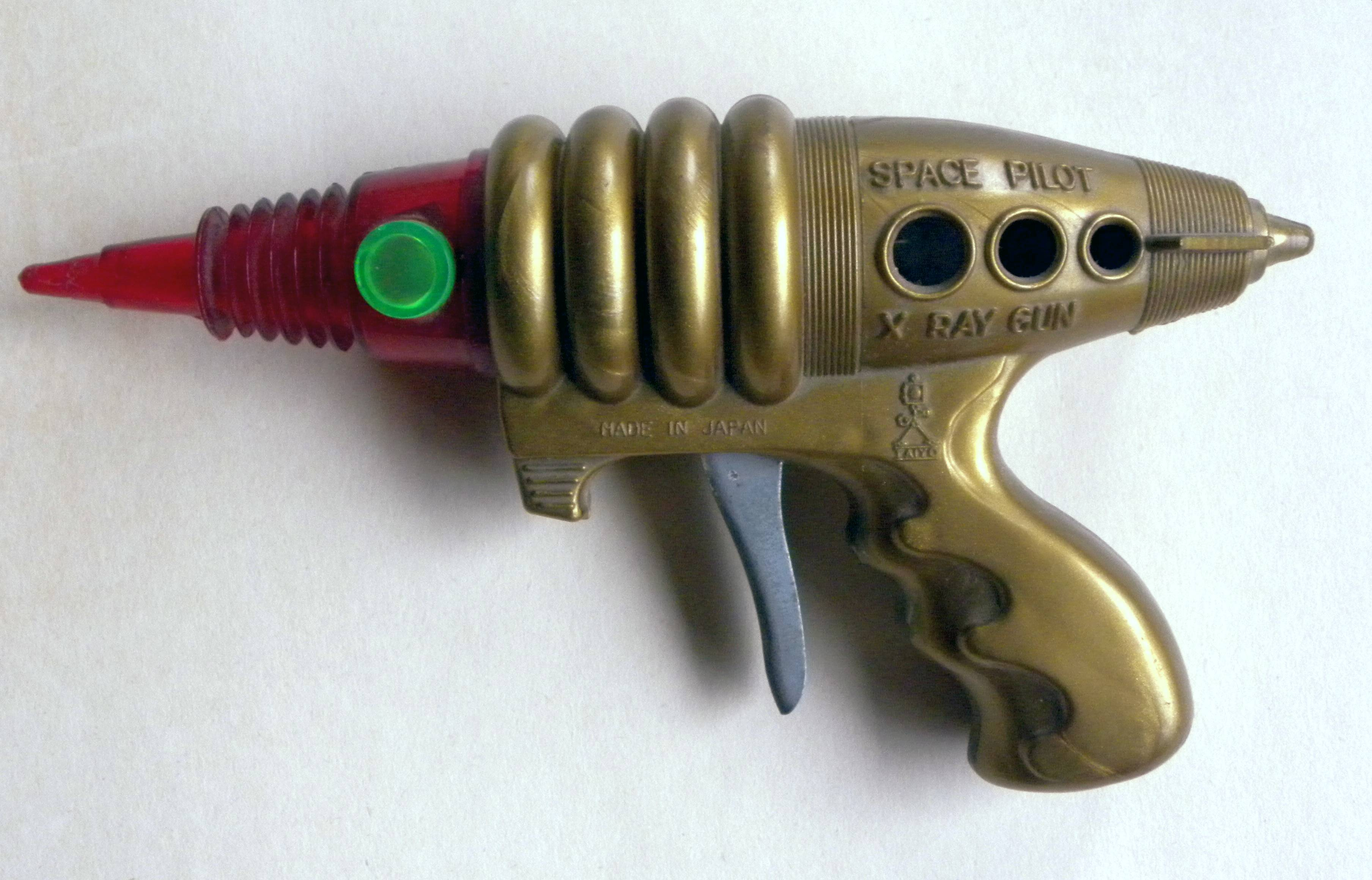
Pistola de rayos de juguete.

Una pistola de rayos es un tipo de arma ofensiva de “energía dirigida” que aparece en las obras de ficción, especialmente en la ciencia ficción. Tiene otros nombres alternativos como pistola láser, desintegrador o bláster. Su principal característica es que en lugar de disparar una munición emite un rayo de luz, generalmente visible y que resulta ser mortal para los humanos ya que los puede desintegrar o convertir en polvo, aunque varían en sus propiedades y diseño. 
Un equivalente en la vida real podría ser el electroláser, un arma de electrochoque que envía corriente a lo largo de un canal de plasma conductor de la electricidad inducida por láser.

## Historia
Un precedente de la pistola de rayos es el rayo calórico que aparece en la novela La guerra de los mundos (1898) de H. G. Wells. En la literatura de ciencia ficción de la década de 1920 ya se menciona al rayo de la muerte. Esto se debe a que los intentos de crear armas de “energía dirigida” de Nikola Tesla avivaron la imaginación de muchos escritores de la época.
Poco después de que se inventara el láser en la década de 1960, estos dispositivos cobraron especial protagonismo en las historias de ciencia ficción. Por ejemplo, los personajes de la serie de televisión estadounidense Lost in Space (1965–1968) y los del episodio piloto The Cage de Star Trek (1964) llevan pistolas de rayos láser. Incluso Philip K. Dick tituló La pistola de rayos (1967) a una de sus novelas. 
A finales de la década de 1960 y principios de 1970, cuando la limitación del láser como arma resultaba evidente, las pistolas de rayos adoptaron otros nombres como phaser (Star Trek), blaster o bláster (Star Wars), pulse rifle o rifle de plasma.